# Битка при Ихтиман (1878)
 Битка при Ихтиман е действие на колоната на генерал-лейтенант Павел Шувалов от Западен отряд на Гурко в операцията по разгрома на Орханийската армия.
Провежда се през Руско-турска война (1877-1878)

## Оперативна обстановка
На 31 декември 1877 г., Западния отряд на Гурко разгромява Орханийската армия и превзема София. Колоната с командир генерал-лейтенант Павел Шувалов продължава настъплението по шосето София – Пловдив, като преследва остатъците от османските сили. На 24 декември, руските части влизат в опожареното при отстъплението на противника село Вакарел. Прогонват разпокъсаните османски групи от околните села и се натъкват на Ихтиманския османски гарнизон от 2 табора и 600 конника.

## Бойни действия
На 26 декември частите на генерал-лейтенант Павел Шувалов подновяват настъплението с непосредствена цел, разгром на Ихтиманския османски гарнизон. Пред града влизат в бой с противниковите сили, който води до техния обхват от две направления. Пред заплахата от обкръжаване, противникът опожарява сградите в центъра на града и го изоставя. Боят води до освобождаването на Ихтиман. Руските части спират настъплението си при прохода Траянови врата.